# Derolus mauritanicus
Derolus mauritanicus es una especie de escarabajo longicornio del género Derolus, tribu Cerambycini, subfamilia Cerambycinae. Fue descrita científicamente por Buquet en 1840.

## Descripción
Mide 15-25 milímetros de longitud.

## Distribución
Se distribuye por Argelia, Arabia Saudita, India, Libia, Marruecos y Túnez.